# Escondrijo de Sheikh Abd el-Qurna
El escondrijo de Sheikh Abd el-Qurna fue descubierto en 1857 por Alexander Henry Rhind. La tumba se localiza en las estribaciones de Sheikh Abd el-Qurna, cerca de la tumba TT131. La tumba había sido sellada en una de las paredes con el sello del faraón Amenhotep III. La tumba contenía huesos, vendas y varias momias profanadas. También contenía varias etiquetas de madera con inscripciones mencionando varias mujeres reales.
La etiqueta de la princesa Nebetia tiene una inscripción mencionando el año 27. Probablemente se refiere al año 27 de Psusenes I cuando los cuerpos de las princesas fueron retirados de sus tumbas originales, reenvueltos y colocados en este escondite para preservarlas de los saqueadores de tumbas que entonces causaban estragos en las necrópolis. Los sumos sacerdotes tebanos procedieron de la misma manera con los cuerpos de muchos antiguos soberanos, reinas, príncipes y princesas del Imperio Nuevo, encontrados posteriormente en otros dos escondrijos muy célebres: la extraordinaria DB320 y en la KV35.
| Nombre         | Título                                                                    | Comentarios                                                                          |
| -------------- | ------------------------------------------------------------------------- | ------------------------------------------------------------------------------------ |
| Nebetia        | La Hija del Rey                                                           | Hija del Hijo del rey Si-Atum                                                        |
| Tiaa           | La Hija del Rey Menkheperure (Tutmosis IV) de la Casa de los Niños Reales | Hija de Tutmosis IV                                                                  |
| Tatau (Tawy?)  | La Hija del Rey de la Casa de los Niños del Rey                           | El principio del nombre se ha borrado.                                               |
| Py-ihia        | La Hija del Rey Menkheperure (Tuthmosis IV)                               | Dos etiquetas se refieren a esta hija de Tutmosis IV                                 |
| Pypuy-Tasherit | La Hija del Rey                                                           | Dice ser hija de Iuy; Tres etiquetas con su nombre; sólo una de ellas menciona a Iuy |
| Henut-iunu     | La Hija del Rey                                                           | Dos etiquetas fueron encontradas con su nombre.                                      |
| Ptah-meryt     | La Hija del Rey                                                           |                                                                                      |
| Sat-Hori       | La Hija del Rey                                                           |                                                                                      |
| Neferuamen     | La Hija del Rey                                                           |                                                                                      |
| Wiay           | La Hija del Rey                                                           |                                                                                      |
| Amenemopet     | La Hija del Rey                                                           | Probablemente una hija de Tutmosis IV                                                |